# Henrik Persson Ekdahl
Henrik Persson Ekdahl, född 26 januari 1980 i Kristianstad, är en svensk entreprenör, främst inom digitala teknikbolag. Han är i dag verksam som medgrundare och investerare genom bolaget Optimizer Invest. 
År 2003 grundade Persson Ekdahl Park Trade Europe. År 2016 kom Persson Ekdahl med på Dagens Industri Digitals lista över Sveriges mäktigaste tech-investerare. Som 31-åring var han vd för Betsson Group. 2019 förekommer han i utgivna boken "Sveriges nya miljardärer", skriven av journalisterna Jon Mauno Pettersson och Erik Wisterberg.

## Biografi
Henrik Persson Ekdahl är son till Sune Persson och Gunilla Persson. Han växte upp i Torsebro och Åhus tillsammans med två systrar. 
Henrik Persson Ekdahl gick på Österänggymnasiet i Kristianstad och studerade sedan på University of Wisconsin-Madison i USA vilket han kombinerade med en karriär inom simning då han tillhörde universitetets simlag. Därtill har han studerat på University of Lincoln i Storbritannien och på Handelshögskolan vid Göteborgs universitet. 
Henrik Persson Ekdahl är också medgrundare till Optimizer Foundation, en stiftelse som verkar inom socialt entreprenörskap och som investerar i underfinansierade områden inom utbildning och hälsa. Därtill stöder han föreningen Ung företagsamhet, genom ett instiftat och återkommande stipendium som delas ut till ungdomar som har en affärsidé med potential.
Han är gift med Matilda Ekdahl. Tillsammans har de två söner och en dotter.